# نغوين فان بنه
نغوين فان بنه هو سياسي فيتنامي، ولد في 4 مارس 1961 في محافظة فو تاه في فيتنام. نشط حزبياً في الحزب الشيوعي الفييتنامي.